# Antonio Arenas
Antonio Arenas Merino (Lima, 13 luglio 1808 – Lima, 27 dicembre 1891) è stato un politico peruviano.
È stato Presidente del Perù dal 3 dicembre 1885 al 5 giugno 1886.

## Biografia
Avvocato peruviano.